# Rajella annandalei
Rajella annandalei är en rockeart som först beskrevs av Weber 1913.  Rajella annandalei ingår i släktet Rajella och familjen egentliga rockor. IUCN kategoriserar arten globalt som otillräckligt studerad. Inga underarter finns listade i Catalogue of Life.